# سنن الترمذي
جامع الترمذي المعروف بـ سنن الترمذي، هو أحد كتب الحديث الستة قام بتجميعه الإمام الترمذي. يعتبره علماء أهل السنة والجماعة خامس كتب الحديث الستة. وقد قسمه الشيخ الألباني إلى صحيح الترمذي وضعيف الترمذي.

## عنوان جامع الترمذي
عنوان كتاب جامع الترمذي هو: «الجامع المختصر من السنن عن رسول الله صلى الله عليه وسلم ومعرفة الصحيح والمعلول وما عليه العمل» وهو ما حققه الشيخ عبد الفتاح أبو غدة في كتابه «تحقيق اسم الصحيحين وجامع الترمذي»، وذكر أنه وجده على مخطوطتين قديمتين.

## ترجمة الترمذي
رحل في طلب العلم إلى خراسان والعراق والحرمين. وسمع من كثير من الشيوخ. من أشهرهم: البخاري ومسلم. أجمع أهل العلم على عدالته وثقته إلا ابن حزم الأندلسي الذي قال فيه: «مجهول»، فإنه ما عرف ولا درى بوجود 'الجامع' و'العلل' الذين له، كما ذكر الذهبي رحمهم الله.
الإمام الترمذي له عدة تصانيف، من أشهرها: كتاب 'الجامع'، ومنها أيضا: كتاب 'الشمائل المحمدية'، وكتاب 'العلل'.

## منزلة كتاب الجامع
قال الترمذي عن كتابه هذا: «صنفت هذا الكتاب، فعرضته على علماء الحجاز، والعراق، وخراسان، فرضوا به، ومن كان في بيته هذا الكتاب، فكأنما في بيته نبي يتكلم». وقال القاضي أبو بكر بن العربي في 'عارضة الأحوذي شرح سنن الترمذي': «وليس فيهم مثل كتاب أبي عيسى حلاوة مقطع، ونفاسة منزع، وعذوبة مشرع، وفيه أربعة عشر علمًا، وذلك أقرب إلى العمل وأسلم: أسند، وصحح، وضعف، وعدد الطرق، وجرح، وعدل، وأسمى، وأكنى، ووصل، وقطع، وأوضح المعمول به، والمتروك، وبين اختلاف العلماء في الرد والقبول لآثاره، وذكر اختلافهم في تأويله، وكل علم من هذه العلوم أصل في بابه، وفرد في نصابه، فالقارئ له لا يزال في رياض مونقة، وعلوم متفقة متسقة، وهذا شيء لا يعمه إلا العلم الغزير، والتوفيق الكثير، والفراغ والتدبير».

## منهج الإمام الترمذي في الجامع
- توسع في الرواية عن طبقة من الرواة لم يخرج لها الشيخان.
- قسم الحديث إلى ثلاثة أنواع: صحيح، وضعيف، وحسن. وهو أول من شهر الحديث الحسن، قال الترمذي: "وما ذكرنا في هذا الكتاب 'حديث حسن'، فإنما أردنا به حسن إسناده عندنا: كل حديث يروى لا يكون في إسناده من يتهم بالكذب، ولا يكون الحديث شاذًّا، ويروى من غير وجه نحو ذاك، فهو عندنا '"حديث حسن".
- لا يكتفي الترمذي بإيراد الأحاديث، بل يتكلم على درجتها من حيث الصحة أو الضعف، ثم هو يذكر مذاهب الفقهاء وأقوالهم في أحاديث الأحكام.

## شروح سنن الترمذي
- تحفة الأحوذي شرح جامع الترمذي.
- معارف السنن شرح جامع الترمذي.
- العرف الشذي شرح سنن الترمذي.
- عارضة الأحوذي بشرح جامعة الترمذي لأبي بكر ابن العربي المالكي.
- النفح الشذي لابن سيد الناس.
- الكوكب الدري لمولانا رشيد أحمد الكنكوهي.
- قوت المغتذي لجلال الدين السيوطي.
- جائزة الأحوذي في التعليقات على شرح الترمذي، لثناء الله المدني، شرح متوسط مختصر، وأحياناً يطوّل.[8]